# Koraćevac
Koraćevac (cyr. Кораћевац) – wieś w Serbii, w okręgu jablanickim, w mieście Leskovac. W 2011 roku liczyła 172 mieszkańców.